# La dérobade - Vita e rabbia di una prostituta parigina
La dérobade - Vita e rabbia di una prostituta parigina (La dérobade) è un film del 1979 diretto da Daniel Duval.
Il soggetto è tratto dalle memorie autobiografiche di Jeanne Cordelier.

## Riconoscimenti
- 1980 - Premio César
  - Migliore attrice protagonista a Miou-Miou
  - Candidatura per la Migliore attrice protagonista a Maria Schneider
  - Candidatura per la Migliore colonna sonora a Vladimir Cosma